# Дотан, Хаим
Хаим Дотан (англ. Haim Dotan) (род. 1954, Иерусалим) — израильский и американский архитектор, городской дизайнер, поэт, философ, педагог и художник. Автор самого высокого и длинного в мире моста со стеклянной поверхностью (Стеклянный мост Чжанцзяцзе).
Работал в 1980-х в Токио (Японии) и в США. В 1990 году основал фирму Haim Dotan Ltd. Architects.
В 2008 году Хаим Дотан выиграл тендер Министерства торговли Израиля на создание израильского павильона на Всемирной выставке ЭКСПО-2010 в Шанхае.
В 2010 году архитектор Хаим Дотан был выбран «Самым Заслуженным архитектором» Ассоциации израильских объединений архитекторов.
В 2011 году архитектор Хаим Дотан получил награду «Архитектор года» от Израильского журнала «Экономика».

## Реализованные проекты
- Стеклянный мост Чжанцзяцзе